# Redondesco
Redondesco là một đô thị tại tỉnh Mantova trong vùng Lombardia của Italia, có vị trí cách khoảng 110 km về phía đông nam của Milano và khoảng 20 km về phía tây của Mantova. Tại thời điểm ngày 31 tháng 12 năm 2004, đô thị này có dân số 1.378 người và diện tích là 19,1 km².
Đô thị Redondesco có các frazione (đơn vị cấp dưới) Bologne.
Redondesco giáp các đô thị: Acquanegra sul Chiese, Gazoldo degli Ippoliti, Marcaria, Mariana Mantovana, Piubega.